# Y Phạt Vu Lự Đê thiền vu
Y Phạt Vu Lự Đê thiền vu (giản thể: 伊伐于虑鞮单于; phồn thể: 伊伐於慮鞮單于; bính âm: Yīfáwūlǜdīchányú, ?-59), thuộc Luyên Đê thị, danh là "Hãn", là con trai của Ô Châu Lưu Nhược Đê thiền vu của Hung Nô. Năm Kiến Vũ Trung Nguyên thứ 2 (27) thời Đông Hán, Khâu Phù Vưu Đê thiền vu của Nam Hung Nô mất, hãn nối ngôi là Y Phạt Vu Lựu Đê. Năm 59 (năm Vĩnh Bình thứ 2), hàng nghìn người Bắc Hung Nô đến quy phục Nam Hung Nô, cùng năm Y Phạt Vu Lư Đê mất.